# Animation Digital Network
Pour les articles homonymes, voir ADN (homonymie).
Animation Digital Network, abrégé ADN, anciennement Anime Digital Network, est une plate-forme de VoD et simulcast née de la fusion entre KZPlay, appartenant à Kazé, et Genzai, appartenant à Kana Home Video, ayant pour thématique la diffusion de séries et longs métrages d'animation japonaise et franco-belge.

## Historique
En septembre 2013, Kana annonce la fusion de Genzai avec KZPlay, afin de former une nouvelle plateforme unique nommée Anime Digital Network. Certains anime en simulcast sont diffusés 14 jours après leur diffusion au Japon afin d'encourager la diffusion télévisée sur des chaines françaises comme J-One ou Mangas.
Le lancement de ADN a lieu le 16 octobre 2013. Lors de son lancement, il y a 4 000 épisodes de séries, plus de 50 films et 12 séries disponible en simulcast ou en streaming. En octobre 2014, à l'occasion du premier anniversaire de la plate-forme, ADN lance un service de téléchargement sans DRM.
En janvier 2017, ADN annonce le remaniement de son offre par le biais d'améliorations et nouveautés : la disponibilité des nouveaux épisodes une heure après leur diffusion au Japon, la refonte et simplification des abonnements, l’évolution du réseau ainsi que l’arrivée de nombreuses séries doublées en français,.
En décembre 2019, la société Crunchyroll devient actionnaire majoritaire du groupe VIZ Media Europe,. Elle renomme ainsi le groupe européen en Crunchyroll SAS et fait d'ADN l'une de ses marques en 2020,. C'est alors une marque commerciale du groupement d'intérêt économique ADN Anime Digital Network issu d'un partenariat entre Kana, marque de Citel, elle-même filiale de Média-Participations, et de Kazé, une marque de Crunchyroll SAS, filiale européenne de l'américain Crunchyroll, faisant partie du groupe Sony depuis le 10 décembre 2020.
Le 27 juillet 2022, ADN se sépare du groupe Crunchyroll SAS, Média-Participations devenant actionnaire majoritaire. L'entreprise se renomme pour l'occasion en Animation Digital Network, en promettant en même temps de soutenir en plus de l'animation japonaise, la création de nouvelles productions françaises.

## Catalogue
ADN propose aux internautes plus de 280 séries et films (soit plus de 6 700 épisodes en 2020) principalement en streaming directement sur leur navigateur Web ou via une application sur iOS et Android.

### Identité visuelle (logo)

Logo d'octobre 2013 à septembre 2016
Logo depuis le 28 avril 2021

### Films
- Bleach: Memories of Nobody
- Bleach: The Diamond Dust Rebellion
- Bleach: Fade to Black
- Bleach: Hell Verse
- Blue Exorcist, le film
- Bouddha
- Colorful
- Dragon Ball Z: Battle of Gods
- Dragon Ball Z : La Résurrection de ‘F’
- Eden of the East
- Fairy Tail : La Prêtresse du phœnix
- Fate/stay night: Unlimited Blade Works
- Hokuto no Ken 1 : L'Ère de Raoh
- Hokuto no Ken 2 : L'Héritier du Hokuto
- Hokuto no Ken 3 : La Légende de Kenshiro
- JoJo's Bizarre Adventure Film 1 : Phantom Blood
- JoJo's Bizarre Adventure Film 2 : Battle Tendency partie 1
- JoJo's Bizarre Adventure Film 2 : Battle Tendency partie 2
- Jun, la voix du cœur
- K Missing Kings
- K-ON! le film
- Kuroko's Basket Highlights 1
- Kuroko's Basket Highlights 2
- Kuroko's Basket Highlights 3
- Kuroko's Basket The Last Game
- L'Île de Giovanni
- La Déchéance d'un homme
- La Disparition de Haruhi Suzumiya
- La Traversée du temps
- La Tour au-delà des nuages
- Le Château de Cagliostro
- Le Roi des ronces
- Le Tombeau des lucioles
- Les Enfants loups, Ame et Yuki
- Mardock Scramble
- Naruto et la Princesse des neiges
- La Légende de la pierre de Guelel
- Mission spéciale au pays de la Lune
- Naruto Shippuden : Un funeste présage
- Naruto Shippuden : Les Liens
- Naruto Shippuden : La Flamme de la volonté
- Naruto Shippuden: The Lost Tower
- Naruto Shippuden: Blood Prison
- Naruto Shippuden: Road to Ninja
- Patlabor
- Patlabor 2
- Patlabor WXIII
- Perfect Blue
- Piano Forest
- Planzet
- Professeur Layton et la Diva éternelle
- Psycho-Pass The Movie
- Roujin-Z
- Sengoku Basara
- Street Fighter II, le film
- Terraformars Live
- The Garden of Sinners
- The Garden of Words
- Voyage vers Agartha

### Créations originales
- Lance Dur (mars - avril 2023)
- Le Collège noir[15] (31 octobre 2023)
- Dead Cells : Immortalis (juin 2024)
- Bestiale[16] (février 2025)